# Лошкарівська волость
Лошкарівська волость — історична адміністративно-територіальна одиниця Катеринославського повіту Катеринославської губернії.
Станом на 1886 рік складалася з 14 поселень, 15 сільських громад. Населення — 2364 особи (1186 чоловічої статі та 1178 — жіночої), 923 дворових господарства.
|                     | Площа, десятин | У тому числі орної, дес. |
| ------------------- | -------------- | ------------------------ |
| Сільських громад    | 2495           | 1726                     |
| Приватної власності | 33446          | 9428                     |
| Казенної власності  | 2865           | 500                      |
| Іншої власності     | 876            | 462                      |
| Загалом             | 39682          | 12116                    |

Найбільші поселення волості:
- Лошкарівка (Христофорове) — село при річці Базавлук в 90 верстах від повітового міста, 506 осіб, 63 двори, церква православна, школа, лавка. За 13 верст — лікарня та черепичний завод. За 12 верст — постоялий двір і лавка. За 25 верст — лавка.
- Варварівка (Зайцеве) — село при річці Базавлук, 187 осіб, 28 дворів, церква православна.
- Криничувате (Кудашеве) — село при річці Солоній, 254 особи, 41 двір, лавка.
- Наталівка — село при річці Базавлук (річка), 28 осіб, 3 двори, лавка.
- Фріденсфельдв — колонія при балці Людоїді, 41 особа, 15 дворів, молитовний будинок, школа, цегельний завод.